# الطقوس الجنائزية الرومانية
تشتمل الطقوس الجنائزية الرومانية على شعائر الرومان القدماء الدينية المتعلقة بالجنازات، وحرق الموتى، وعمليات الدفن. كانت جزءًا من التقليد القديم (باللاتينية: mos maiorum)‏، وهو القانون غير المكتوب الذي استمد منه الرومانيون معاييرهم الاجتماعية.
كانت المقابر الرومانية متموضعة خارج الجدار المقدس للمدن (بوميريوم). كانوا يزورونها بانتظام حاملين عطيات من طعام وخمر، ويقيمون احتفالات خاصة خلال الأعياد الرومانية تشريفًا للميت. تظهر النصب الجنائزية في كافة أصقاع الإمبراطورية الرومانية، ومنقوشاتها مصدر مهم للمعلومات بالنسبة للأفراد والتاريخ غير المعروفين إلا بها. قد يكون الناووس الروماني عملًا فنيًا مشغولًا بإتقان، مزينًا بنحت بارز يصور مشهدًا تمثيليًا، أو ميثولوجيًا، أو تاريخيًا، أو مشهدًا من الحياة اليومية.
رغم أن الجنازات كانت شأنًا عائليًا بالدرجة الأولى، ما كان ذو أهمية قصوى في المجتمع الروماني، كان أولئك المفتقرين لدعم عائلة واسعة ينتمون عادة إلى جمعيات أو كوليغيا تقدم خدمات جنائزية للأعضاء.

## رعاية الموتى
في العصور القديمة الإغريقية الرومانية، كانت تُعتبر أجساد الموتى مُلوثة. وفي الوقت نفسه، كان أداء فريضة الحب تجاه أسلاف الشخص (بييتاس) جزءًا أساسيًا من الثقافة الرومانية القديمة. تفاوضت رعاية الموتى على هذين الموقفين المتعارضين عاطفيًا.

### تحضير الجثمان
عند وفاة شخص ما في منزله، كان أفراد العائلة والأصدقاء الحميمون يتحلقون حول سرير الوفاة. عملًا بمعتقد اعتبر الروح مُعادلةً للنَفَس، يودع النسيب الأوثق صلةً الروح الخارجة من الجسد وداعًا أخيرًا يرافقه قبلة أخيرة ثم يغلق العينين. يبدأ بعدها الأقرباء الرثاءات، منادين الفقيد باسمه. ثم يوضع الجثمان على الأرض، ويُغسل، ويُدهن. عكست هذه الممارسة وضع الأطفال حديثي الولادة على الأرض الجرداء. كان من المتوقع أن يرتدي المشيعون ملابسًا ملائمة للمناسبة ولمكانتهم (مثلًا، كان مواطنًا من الطبقة العليا ليرتدي ثوب توجة (توغا بولا) أسود اللون، مخصص للجنازات). إذا ما كان المتوفى ذكرًا، كان يُلبَس ثوب التوجة خاصته؛ وإذا كان قد استحق إكليلًا في حياته، كان يُلبس واحدًا في وفاته. وُجدت أكاليل أيضًا في مدافن المبتدئين في الشيع الغامضة. بعد إتمام تحضير الجسد، يُسجى في دهليز منزل العائلة (دوموس)، على نحو تكون فيه قدماه موجهتان ناحية الباب. هناك حالات أخرى متعلقة بالناس الذين عاشوا، كما معظم اليونانيين، في مبان سكنية (إنسولا)، لكن ممارسات النخبة موثقة بصورة أفضل.
رغم أن التحنيط كان غير معتاد ويُعتبر ممارسة مصرية بصورة رئيسية، لكنه مذكور في الأدب اللاتيني، بالإضافة إلى عدة حالات وثقها علم الآثار في روما وفي كافة أرجاء الإمبراطورية الرومانية حيث لا يمكن افتراض وجود أي نفوذ مصري. نظرًا لأن جنازات النخبة كانت تتطلب ترتيبات معقدة، كان لزامًا حفظ الجسد في الوقت الراهن.

#### عادات أخرى
كانت «عملة خارون» عملة معدنية توضع في فم المتوفى أو عليه. العادة مسجلة في المراجع الأدبية وموثقة في علم الآثار، وذُكرت في بعض الأحيان في سياقات تقترح أنها جليبة إلى روما كما كانت الديانات الغامضة التي وعدت المبتدئين فيها بالخلاص أو بمعبر خاص في الحياة الآخرة. فُسرت العادة بأسطورة خارون، النوتيّ الذي ينقل أرواح المتوفين حديثًا عبر الماء -بحيرة، أو نهر، أو مستنقع- التي تفصل بين عالم الأحياء والعالم السفلي. سُوغت العملة على أنها أجره؛ يعلق لوقيان الساخر على ذلك قائلًا إنه ابتغاءً لتجنب الموت، يجب على المرء ببساطة ألا يدفع العمولة. في قصة «كيوبيد وسايكي» لأبوليوس التي أوردها في روايته الحمار الذهبي، في إطار سعي لوسيوس إلى الخلاص الذي ينتهي بالشروع في ألغاز إيزيس، تحمل سايكي («الروح») عملتين معدنيتين في رحلتها إلى العالم السفلي، الثانية لتمكنها من العودة أو ما يرمز الولادة الثانية. يظهر دليل «عملة خارون» على امتداد الامبراطورية الرومانية الجنوبية وصولًا إلى العصر المسيحي، لكنها لم تُمارس باستمرار ومن قبل الجميع في أي مكان أو زمان.

### الانتهاء من الجثة
رغم أن الدفن كان يُمارس بانتظام في روما العتقية، لكن الإحراق كان أكثر الممارسات الدفنية شيوعًا في أواسط إلى أواخر عصر الجمهورية وفي عصر الإمبراطورية حتى القرنين الأول والثاني. تظهر صور الإحراق في الشعر اللاتيني في سياق موضوع الموتى والرثاء. في واحدة من أكثر قصائد الرثاء اللاتينية الكلاسيكية شهرة، يكتب كتولوس عن رحلته لحضور شعائر أخيه الجنائزية، الذي توفي خارج البلاد، ويعبر عن أساه بمخاطبة الرماد الصامت وحده. عندما يصف بروبرتيوس زيارة خليلته المتوفاة سينثيا إياه في حلم، يُصور رداء العائدة من الموت محروقًا في جانبه ونار المحرقة قد أبلت الخاتم المألوف الذي ترتديه.
في نهاية المطاف، حل الدفن محل الإحراق؛ إذ ساهمت مجموعة متنوعة من العوامل، من بينها تزايد مستويات التمدن والتغيرات في الموقف تجاه الحياة الآخرة، في هذا التحول الملحوظ في ممارسات الدفن الشعبية.
لم تكن رعاية الموتى وتهذيبهم تنتهي بانتهاء الجنازة وفترة الحداد الرسمية، بل كانت التزامًا أبديًا. كان الشراب يُراق على القبور، وكانت بعض المدافن مزودة بـ «أنابيب إطعام» لتسهيل التوصيل (إنظر التأبينات، أدناه).

#### أرباغي
أشار الرومان إلى الأطفال الذين توفيوا في المهد باسم أرباغي (مفردها أرباغوس). لم يُقم الرومان جنازات للأرباغي. لم تكن أجسادهم تُحرق، أو تُدفن، ولُم تُبنَ لهم نصب ولم تُكتب لهم مرثيات. في النهاية، كان الأطفال الذين عاشوا أربعين يومًا أو أكثر ونبتت أسنانهم قبل وفاتهم يُميزون عن الأرباغي؛ كان يُشار إليهم باسم رابتي، وكانوا يُحرقون.

## الشعائر الجنائزية
كانت تُقام الشعائر الجنائزية في المنزل وفي مكان الدفن، الذي كان يُحدد خارج المدينة لتجنب تلوث الأحياء. وكان الموكب الجنائزي (بومبا فونيبريس) يعبر المسافة بين المكانين.
تخصصت نقابة (كوليغيوم) محترفة من الموسيقيين في الموسيقى الجنائزية. يذكر هوراس التوبا والكورنو، وهما آلتان موسيقيتان برونزيتان شبيهتان بالبوق تستخدمان في الجنازات.

### التأبين
كان التأبين (لاوداتيو فونيبريس) خطابًا عامًا أو مديحًا بالمتوفى. كان واحدًا من شكلين للخطابة في جنازة رومانية، الشكل الثاني كان الترنيم (نينيا). الممارسة مرتبطة بالعائلات النبيلة، ولا توثق الكلمات التي تقال في تأبين شخص عادي. في حين أن ممارسة الخطاب العام كانت حكرًا على الرجال في روما، لكن من الممكن تكريم امرأة نخبوية بإقامة تأبين لها.
بالنسبة للأفراد البارزين اجتماعيًا، كان موكب الجنازة يتوقف عند المنتدى لإلقاء الخطاب التأبيني العام من الروسترا. بالتالي قد يكون خطاب عام جنائزي مُتقن وسيلة لسياسي شاب كي يروج لنفسه. ساعد تأبين العمة جوليا (لاوداتيو جوليا أميتا)، وهو خطاب عام ألقاه يوليوس قيصر الشاب تكريمًا لعمته، أرملة غايوس ماريوس، يوليوس في بدء مهنته السياسية كببيولاريس.
كانت مرثية المتوفي في الواقع موجزًا مرئيًا ودائمًا للتأبين، وربما تتضمن مهنة (كورسوس هونوروم) رجل شغل مناصبًا عامة. في إحياء ذكرى الأفعال الماضية، كان التأبين مقدمةً لعلم التأريخ الروماني.